# Стратилат (деревня)
Стратилат — деревня в Даниловском районе Ярославской области. Входит в состав Середского сельского поселения, относится к Середскому сельскому округу.

## География
Расположена на берегу реки Касть в 4 км на северо-запад от центра поселения села Середа и в 27 км на юго-восток от райцентра города Данилова.

## История
Село Федоровское в Подвязье являлось вотчиной ярославских князей Троекуровых, в расположенном на крутом берегу реки Касти сельце находился княжеский двор-усадьба и церковь Фёдора Стратилата. После ссылки князя Троекурова в 1565 году в Казань эти земли были отданы во времена опричнины в вотчины, в поместья опричникам. Вместо ветхой деревянной церкви в 1808 году в погосте была выстроена каменная церковь во имя Святого Великомученика Феодора Стратилата с приделами Св. Великомученика Феодора Стратилата, во имя Казанской иконы Божией Матери и во имя Святителя и Чудотворца Николая. 
В конце XIX — начале XX века село входило в состав Середской волости Даниловского уезда Ярославской губернии.
С 1929 года село входило в состав Середского сельсовета Даниловского района, в 1944 — 1959 годах — в составе Середского района, с 2005 года — в составе Середского сельского поселения.

## Население
| 1859 | 1914 | 2002 | 2007 | 2010 |
| ---- | ---- | ---- | ---- | ---- |
| 25   | ↗27  | ↘1   | ↘0   | ↗2   |

## Достопримечательности
В деревне расположена действующая Церковь Феодора Стратилата (1808).